# Liila (centre commercial)
Le centre commercial Liila (finnois : Kauppakeskus Liila) est un centre commercial du quartier de Kaitaa à Espoo en Finlande.

## Présentation
Liila est un centre commercial créé en 2013 à Finnoo dans le quartier de Kaitaa entre la rue Martinsilta et la Länsiväylä.
Liila est spécialisé en décoration de la maison et autres achats pour la maison.
Une épicerie Lidl a été ouverte au centre commercial Liila, elle a fermé ses portes en 2019.
En 2021, K-Market a ouvert à Liila dans les locaux commerciaux voisins de Koti Pizza.
Avant 2013, il y avait un ancien centre commercial Martinsilta, qui a été remplacé par Lilla.

## Transports
Le centre Liila est desservi par les bus 124 et 124K et il est a deux kilomètres de la station Finnoo.